# Circuit Pau-Arnos
Het Circuit auto et moto Pau-Arnos, ook bekend onder de naam Circuit Pau-Arnos, is een permanent circuit nabij de Franse plaats Arnos. Het circuit moet niet verward worden met het Circuit de Pau-Ville, een stratencircuit in de stad Pau, dat 20 kilometer ten oosten gelegen ligt.

## Circuit
Het circuit is geopend in 1986 en wordt gebruikt voor zowel auto- als motorraces. Het heeft zes layouts, die variëren van lengte tussen 600 en 3030 meter. Het circuit wordt als uitdagend gezien vanwege het grote hoogteverschil en een aantal blinde bochten. Naast het circuit ligt een kartbaan met een lengte van 900 meter. Het ronderecord is in 2005 neergezet door Giedo van der Garde, die een tijd van 1:10.870 reed ter voorbereiding op de Grand Prix de Pau.

## Evenementen
Het Circuit Pau-Arnos organiseert regelmatig circuitdagen, testsessies en kleine regionale competities. Ook is er een raceschool op het terrein van het circuit aanwezig.
In 2021 werd er voor het eerst een ronde uit het WTCR op het circuit gehouden. Het werd hiermee het eerste door de FIA georganiseerde kampioenschap dat het circuit bezocht. Ook de supportklasse Pure ETCR, waarin met elektrische toerwagens wordt gereden, deed het circuit aan tijdens ditzelfde weekend.